# ロシアにおける携帯電話

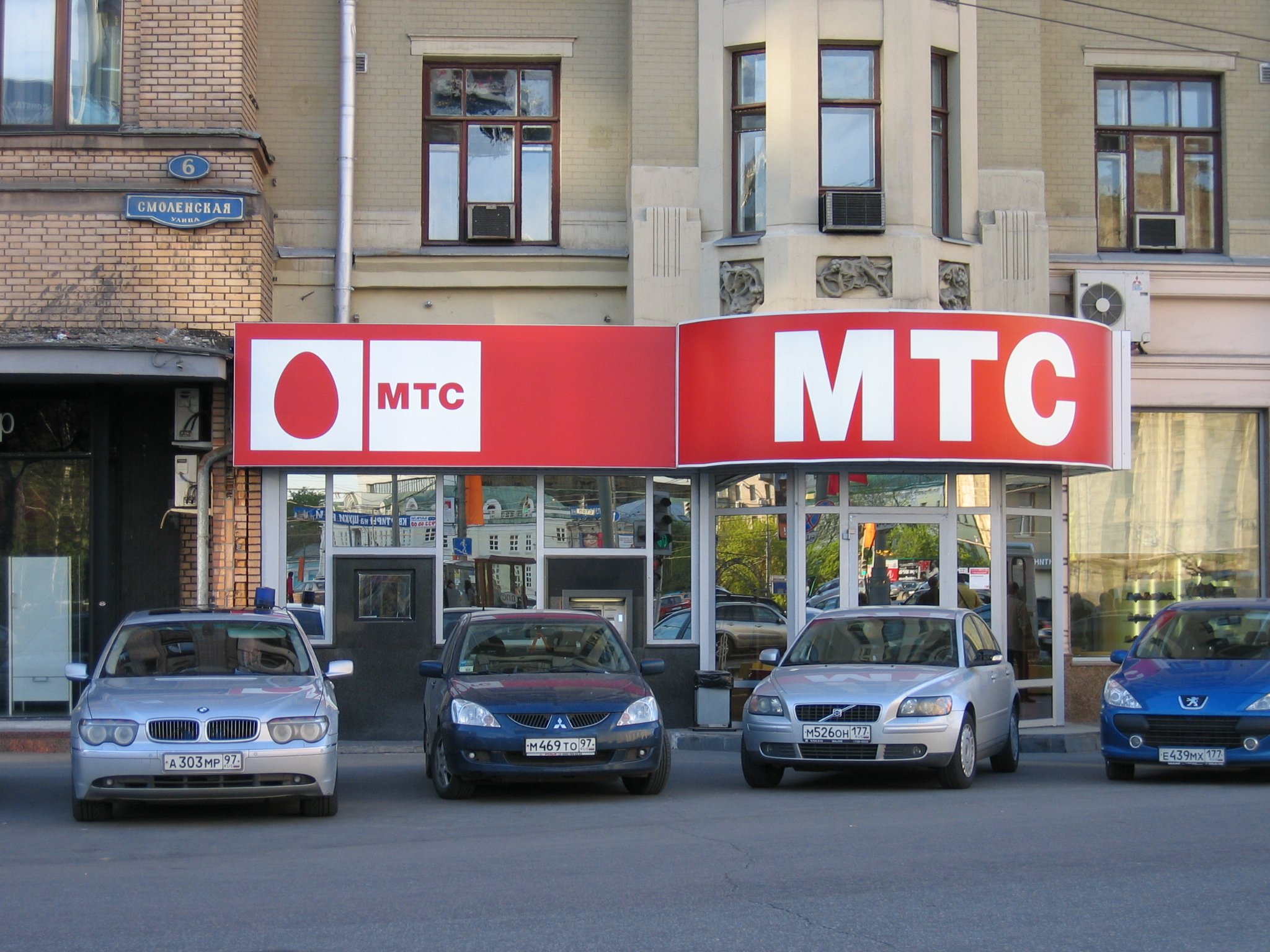
モスクワのMTS販売店

ロシアにおける携帯電話（ロシアにおけるけいたいでんわ）と携帯電話産業について解説し、ロシアにおける携帯電話の使用についてのヒントとしても利用できるようにする。日本語話者が分かりやすいように、会社名などはなるべく英語を主に使って解説する。ロシアの携帯電話産業は急速に拡大し、世界最大の産業のひとつとなってきた。スマートフォン利用者数に関しては、ロシアは中国、インド、米国に次ぐ世界第4位のスマートフォン市場になっている。

## 歴史
- 1963年：世界で初めての民用携帯電話の実用化が車載携帯電話を使ってモスクワ地区で行なわれ、共産党幹部などの重要人物に使われた。[2]
- 1994年、モスクワ市電話ネットワーク（Moscow City Telephone Network）・ドイツのT-モバイル・シーメンス三社の合弁会社がロシアで初めての携帯電話サービスをモスクワで開始し、これが後にモバイル・テレシステムズ社（Mobile TeleSystems）となる。  [3] 同年ヴィンペルコム社（VimpelCom）もビーライン（Beeline）携帯電話サービスを開始した。 [4]
- 2002年、メガフォン社（MegaFone）がSonic Duo社（モスクワ）、Mobikom-Novosibirsk（ノヴォシビルスク）などを合併して、全国的な携帯電話サービスを開始した。 [5]
- 2007年、メガフォン社は3G（第三世代携帯電話）をサンクトペテルブルク地区で開始した。. [6]

## 現在の携帯電話サービス・ブランド
ロシアのほぼ全土をカバーする携帯電話サービス・ブランドは四つある。
- Beeline
ヴィンペルコム社（英語：VimpelCom、ロシア語: ВымпелКом＝ヴィンピェルコーム）はビーライン・サービス（英語：Beeline、ロシア語: Билайн）を提供していて、第2世代移動通信システム (2G) はGSM、第3世代移動通信システム (3G) はW-CDMA技術を使っている。
- MegaFon
メガフォン社（英語：MegaFon、ロシア語: МегаФон＝ミィェガフォーン）はアルファ・グループの一員で、これもロシア全土へ携帯電話サービスを提供していて、同じく2G GSM、3G W-CDMA技術を使っている。
- MTS
モバイル・テレシステムズ社（英語：Mobile TeleSystems、略称：MTS、ロシア語: Мобильные ТелеСистемы＝モビーリヌィイェ・テレシスティェームイ）はシステマ・グループに所属し、やはり2G GSM、3G W-CDMA技術を使って携帯電話サービスを展開している。

- Tele2
スウェーデンのTele2がロシアに進出した携帯電話サービス会社のテレ2ロシア（英語版）は現在、ロシアの固定電話・長距離通信を継承したロステレコムの所有になっている。ロシアの北西部をカバーするDelta Telecom社のSkylink（CDMA、CDMA2000を使用）も所有している。

## 携帯電話産業
ロシアの携帯電話は現在、ロシア連邦政府のロシア連邦通信・マスメディア省 (Ministry of Communications and Mass Media) に属する連邦通信局 (Federal Communications Agency) の管轄になる。2008年以前の政府組織では、情報技術・通信省に属していた。
3Gなどの新しい技術については、海外の企業に依存することが多い。    例えば、2009年にMegaFonは3Gネットワークの構築パートナーとしてノキア・ジーメンス・ネットワーク (NSN) を選び、NSN、華為技術 (Huawei)、アルカテル・ルーセント、エリクソン、 中興通訊 (ZTE) が共同で3Gへの2010年までの移行について行うことを発表している。
ロシアの携帯会社の海外事業は、おもにCIS（独立国家共同体）諸国を中心に進出している。Beelineはすで、カザフスタン、ウクライナ、アルメニアに進出していて、MegaFonはジョージア、タジキスタン、 ウズベキスタン、イランに進出している。MTSもすでに、アルメニア、 ウクライナ,、ベラルーシ、 ウズベキスタン、  トルクメニスタン、インド (CDMA) に進出している。日本のNTTドコモのi-mode技術が、MTSによって使われている。

## 端末
| - アルカテル・ルーセント - Apple - BenQ-Siemens - LGエレクトロニクス - モトローラ | - ノキア - ブラックベリー - サムスン電子 - ソニー - ZTE - Yota |